# Chima (manzana)
Chima es el nombre de una variedad cultivar de manzano (Malus domestica). Esta manzana está cultivada en diversos viveros entre ellos algunos dedicados a conservación de árboles frutales en peligro de desaparición. Esta manzana es originaria de las Islas Baleares, donde tuvo su mejor época de cultivo comercial anterior a la década de 1960, y actualmente en menor medida aún se encuentra.

## Sinónimos
- "Manzana Chima",[5][7][8]
- "Poma Chima".

## Historia
Las Islas Baleares presenta unas condiciones de clima y de suelos buenos para el cultivo del manzano. De hecho existe una considerable variedad de cultivares autóctonos de manzano, fruto de la sabiduría y el esfuerzo de los agricultores, que durante generaciones han realizado cruces y mejoras de las variedades. En estas últimas décadas ya sea por presiones urbanísticas o por abandono de los cultivos en los campos, debida a la competencia con otras variedades de manzanas selectas foráneas, se han ido perdiendo parte de la riqueza de variedades frutales de la herencia. Actualmente hay iniciativas para evitar la pérdida irremediable de esta riqueza cultural y agrícola con iniciativas de conservación como el proyecto "Reviure" en Mallorca (con plantación de 160 frutales de la herencia),[Autores: José Moscardó Sáez Antoni Martorell Nicolau Proyecto Reviure-caib.es.PDF] o el banco de germoplasma de frutales del Jardín Botánico de Sóller.
'Chima' está considerada incluida en las variedades locales autóctonas muy antiguas, cuyo cultivo se centraba en comarcas muy definidas. Se caracterizaban por su buena adaptación a sus ecosistemas y podrían tener interés genético en virtud de su adaptación. Se encontraban diseminadas por todas las regiones fruteras españolas, aunque eran especialmente frecuentes en la España húmeda. Estas se podían clasificar en dos subgrupos: de mesa y de sidra (aunque algunas tenían aptitud mixta).
'Chima' es una variedad clasificada como de mesa; difundido su cultivo en el pasado por los viveros comerciales y cuyo cultivo en la actualidad se ha reducido a huertos familiares y jardines privados.

## Características
El manzano de la variedad 'Chima' tiene un vigor Medio; florece a inicios de mayo; tubo del cáliz pequeño, estrecho, en forma de embudo, y con los estambres se unen hacia la mitad.
La variedad de manzana 'Chima' tiene un fruto de tamaño más bien pequeño; forma cilíndrica, más alta que ancha, con contorno semi-regular; piel lisa, levemente untuosa; con color de fondo amarillo crema, siendo el color del sobre color verdoso, importancia del sobre color débil, siendo su reparto en chapa / rayas, presenta transparencia de manchas o rayas verdosas, acusa punteado verde con alguno ruginoso, y una sensibilidad al "russeting" (pardeamiento áspero superficial que presentan algunas variedades) débil; pedúnculo corto, casi escondido en la cavidad y con ancha cabeza, anchura de la cavidad peduncular es media, profundidad de la cavidad pedúncular de profundidad profunda, fondo con chapa ruginosa en forma estrellada y de tono claro, bordes asimétricos, y con importancia del "russeting" en cavidad peduncular media; anchura de la cavidad calicina poco amplia, profundidad de la cav. calicina relativamente profunda, y con la importancia del "russeting" en cavidad calicina muy débil; ojo, pequeño, semicerrado; sépalos cortos, con las puntas erectas o vueltas indistintamente.
Carne de color crema, con fibras amarillo-verdosas; textura jugosa a la vez que harinosa; sabor característico de la variedad, agridulce; corazón centrado o desplazado hacia el pedúnculo, libre de líneas que lo enmarcan, aunque en algunos se perciben entrecortadas o iniciadas, eje entreabierto. Celdas alargadas. Semillas grandes y ovadas.
La manzana 'Chima' tiene una época de maduración y recolección tardía en otoño-invierno, se recolecta desde mediados de octubre hasta mediados de noviembre, madura durante el invierno aguanta varios meses más. Tiene uso como manzana de mesa fresca.